# Diachasmimorpha paeoniae
Diachasmimorpha paeoniae är en stekelart som först beskrevs av Vladimir Ivanovich Tobias 1980.  Diachasmimorpha paeoniae ingår i släktet Diachasmimorpha och familjen bracksteklar. Inga underarter finns listade i Catalogue of Life.